# Костакан (озеро)
Костакан — озеро на полуострове Камчатка. Расположено на территории Елизовского района Камчатского края России.
Расположено у южного подножия вулкана Бакенинг, в верховьях реки Средней Авачи, на высоте 752,2 м.
Озеро Костакан является памятником природы регионального значения.